# Pirttisaari (ö i Norra Österbotten, Koillismaa)
Pirttisaari är en ö i Finland. Den ligger i sjön Piiksiselkä och i kommunen Kuusamo i den ekonomiska regionen  Koillismaa ekonomiska region  och landskapet Norra Österbotten, i den nordöstra delen av landet, 700 km norr om huvudstaden Helsingfors. Öns area är 4,8 hektar och dess största längd är 0,7 kilometer i öst-västlig riktning.